# Colégio Diocesano Seridoense
Colégio Diocesano Seridoense é uma instituição escolar privada de ensino mantida pela Diocese de Caicó.  Integrando assim a Associação dos Colégios Diocesanos do Nordeste - ACODINE. 
O colégio funciona atualmente, desde a Educação Infantil, com crianças de ambos os sexos a partir dos 2 anos de idade, até a 3ª Série do Ensino Médio. 

## História
Fundada em 1 de março de 1942, ainda como Ginásio Diocesano Seridoense, por iniciativa do então primeiro bispo da Diocese de Caicó, Dom José de Medeiros Delgado, inicialmente voltado para jovens do sexo masculino da região do Seridó e regiões circunvizinhas. Foi a primeira empreitada de seu programa socioeducacional como administrador da Diocese, que ainda culminou com a fundação Escola Doméstica Popular Darcy Vargas (1943), Escola Prevocacional de Caicó (1944) e do Seminário Santo Cura D'Ars (1946). Em 1951, após ser transferido para São Luís no Maranhão, veio a fundar a Sociedade Maranhense de Cultura Superior (1956), na intenção de fundar a Universidade do Maranhão, que congregou faculdades já existentes, embrião da atual Universidade Federal do Maranhão.
Com base na lei orgânica do ensino secundário de 1942, o Ginásio foi fundado. Tendo o seu prédio inaugurado em 2 de agosto de 1942. A planta do edifício foi projetada pelo engenheiro João Borba Carvalho Filho, que envolvia o GDS, a Escola Prevocacional de Caicó e o Seminário Santo Cura D'Ars, com a capela de São José ao centro. A escola possui arquitetura típica dos colégios de ordens e congregações religiosas do fim do século XIX e início do século XX, onde as salas de aulas estavam distribuídas ao redor de um pátio central.
Seu primeiro diretor, foi o então cônego Walfredo Gurgel, que posteriormente viria a se tornar senador e governador pelo Rio Grande do Norte. Coube a ele estruturar os princípios da Escola Nova e o ideário da Incíclica Divini illius Magistri, do Papa Pio XI, que teorizava sobre a educação cristâ na juventude. Inicialmente havia alunos distribuídos no regime interno, semi-interno e externo. 

## Símbolos
A escola tem com símbolo o brasão de armas do primeiro bispo de Caicó e seu fundador, com o lema "Ita Pater", que significa "Sim, Pai". Seu patrono é São Luís Gonzaga, o que causa estranhamento pois o templo do complexo é dedicada a São José, no entanto a igreja não é do colégio em si, apenas fica ligada ao colégio e a maioria dos diretores também é padre de lá. O Hino do CDS é de autoria de Walfredo Gurgel, com música do Padre Aderbal Vilar.

## Destaques e Premiações
O colégio constantemente figura no ranking das 10 melhores escolas do Rio Grande do Norte na nota do ENEM.    Em 2012, ganhou um "Selo Solar", uma iniciativa do Instituto IDEAL com apoio do WWF-Brasil e Cooperação Alemã para o Desenvolvimento Sustentável, por ter instalado um sistema fotovoltaico de 107,57 kWp de energia solar. 
Diretores:
O Colégio Diocesano Seridoense teve os seguintes Diretores:
EX-DIRETORES DO CDS:
1º) Mons. Walfredo Dantas Gurgel (1942 – 1946 e 1955 - 1961)
2º) Pe. Manuel da Costa (1946 – 1950)
3º) Pe. Sinval Laurentino (1950 – 1952)
4º) Pe. José Celestino Galvão (1952 – 1955)
5º) Pe. Itan Pereira da Silva (1961 – 1964)
6) Mons. Ausônio Tércio de Araújo (1964 – 2014).
Atualmente o Colégio tem como Diretor o Prof. Dr. Pe. Francisco de Assis Costa da Silva, nomeado no dia 1º de fevereiro de 2015.
Pe. Costa, como é conhecido por todos é graduado em Filosofia e Teologia pela PUC-Rio e em Letras Clássicas, pela UERJ, é mestre e doutor em Teologia Fundamental pela Pontifícia Universidade Gregoriana de Roma. Desde que assumiu a direção do CDS tem implementado inúmeras reformas físicas, estruturais e pedagógicas que fizeram com que o Colégio viesse a se destacar entre os melhores do Estado do RN.